# 1A busz (Újszász)
Az újszászi 1A jelzésű autóbusz a Kastélyotthon és az Újszász, ABC között közlekedik tanítási napokon az 1-es busz betétjárataként. A járatot Újszász Város Önkormányzata megrendelésére a Volánbusz üzemelteti.

## Útvonala
| Újszász, ABC felé                                                                        |
| ---------------------------------------------------------------------------------------- |
| Kastélyotthon – Abonyi út – Attila utca – Baross utca – Dózsa György utca – Újszász, ABC |

## Megállóhelyei
| 1A (Kastélyotthon – Újszász, ABC) |                          |                                                         |                                     |
| Perc (↓)                          | Megállóhely              | Megállóhelyet érintő járatok                            | Fontosabb létesítmények             |
| 0                                 | Kastélyotthon végállomás | 1 531                                                   | Kastélyotthon                       |
| 4                                 | Újszász, vasútállomás    | 1, 2A, 3 531 S60 G60 Z60 S820 gyorsvonat, expresszvonat | Újszász                             |
| 5                                 | Újszász, gimnázium       | 1, 2A, 3 531                                            | Rózsa Imre Középiskola és Kollégium |
| 6                                 | Újszász, ABC végállomás  | 1, 2A, 3 531                                            |                                     |

## Külső hivatkozások
- A Középkelet-magyarországi Közlekedési Központ weboldala. [2016. augusztus 26-i dátummal az eredetiből archiválva]. (Hozzáférés: 2017. április 13.)
- 1A busz útvonala és megállói. (Hozzáférés: 2017. április 13.)